# Wereldkampioenschappen schoonspringen 2015 – tienmetertoren synchroon mannen
Het synchroonspringen vanaf de tienmetertoren voor mannen tijdens de wereldkampioenschappen schoonspringen 2015 vond plaats op 26 juli 2015 in het Aquatics Palace in Kazan.

## Uitslag
Finalisten zijn de eerste 12 genoemde deelnemers, aangegeven met groen.
| Rang   | Land                | Namen                                | Voorronde | Voorronde | Finale | Finale |
| Rang   | Land                | Namen                                | Punten    | Rang      | Punten | Rang   |
| ------ | ------------------- | ------------------------------------ | --------- | --------- | ------ | ------ |
| Goud   | China               | Chen Aisen Lin Yue                   | 470.13    | 1         | 495.72 | 1      |
| Zilver | Mexico              | Iván García Germán Sánchez           | 419.19    | 5         | 448.89 | 2      |
| Brons  | Rusland             | Roman Izmailov Viktor Minibaev       | 443.07    | 3         | 441.33 | 3      |
| 4      | Oekraïne            | Maksym Dolgov Oleksandr Horshkovozov | 419.07    | 6         | 436.50 | 4      |
| 5      | Verenigde Staten    | David Boudia Steele Johnson          | 451.02    | 2         | 436.35 | 5      |
| 6      | Duitsland           | Patrick Hausding Sascha Klein        | 421.92    | 4         | 431.34 | 6      |
| 7      | Zuid-Korea          | Kim Yeong-nam Woo Ha-ram             | 417.24    | 7         | 421.80 | 7      |
| 8      | Colombia            | Víctor Ortega Juan Ríos              | 409.92    | 8         | 405.03 | 8      |
| 9      | Verenigd Koninkrijk | James Denny Matthew Lee              | 379.86    | 12        | 396.84 | 9      |
| 10     | Maleisië            | Chew Yiwei Ooi Tze Liang             | 383.40    | 11        | 386.52 | 10     |
| 11     | Noord-Korea         | Hyon Il-myong Kim Sun-bom            | 385.08    | 10        | 378.18 | 11     |
| 12     | Australië           | Domonic Bedggood James Connor        | 388.80    | 9         | 375.12 | 12     |
| 13     | Wit-Rusland         | Vadim Kaptoer Jaoeheni Karaliou      | 373.92    | 13        |        |        |
| 14     | Canada              | Philippe Gagné Vincent Riendeau      | 372.78    | 14        |        |        |
| 15     | Cuba                | Jeinkler Aguirre José Guerra         | 367.38    | 15        |        |        |
| 16     | Italië              | Francesco Dell'Uomo Maicol Verzotto  | 362.55    | 16        |        |        |
| 17     | Venezuela           | Óscar Ariza Robert Páez              | 344.70    | 17        |        |        |
| 18     | Noorwegen           | Filip Devor Daniel Jensen            | 342.87    | 18        |        |        |
| 19     | Brazilië            | Jackson Oliveira Isaac Souza         | 335.91    | 19        |        |        |
| 20     | Indonesië           | Andriyan Andriyan Adityo Putra       | 311.97    | 20        |        |        |